# Spotswood, New Jersey
Spotswood är en kommun i Middlesex County, New Jersey i delstaten New Jersey, USA.